# 항서교회
항서교회(港西敎會)는 대한민국의 장로교 교회이다. 부산 서구 부용동 2가에 있다.
대한제국 시기인 1905년에 미국 북장로교 선교사 사보담(사이드 보탐)에게 감화받은 신자들이 모여 예배를 드린 것이 시작으로 역사가 깊다. 당시의 이름은 자갈치교회였다.
경성대학교와 부산신학교 설립자인 김길창이 1930년대 초부터 36년 동안 담임목사로 시무하며 크게 발전했다. 1959년 대한예수교장로회가 분열될 때 통합 측을 택해 예장통합 부산 노회에 속해 있다. 항남교회 등 부산 지역의 많은 교회가 항서교회에서 분파되었다. 1990년대부터는 중국 선교에도 적극적으로 나서고 있다.
교회의 핵심 가치로는 "모든 일에 오직 하나님의 영광을 나타내는 것", "말씀의 절대권위를 인정하며 영적 리더십의 권위에 순복하는 것",  "성도의 거룩과 교회의 순결을 지키는 것", "서로 사랑함과 하나됨을 추구하는 것", "하나님의 일에 겸손과 순종으로 자원함"의 다섯 가지를 들고 있다.

## 연혁
- 1905년 : 자갈치교회 창립
- 1912년 : 초대 담임목사 한덕용 부임
- 1914년 : 장로 배출
- 1920년 : 소규모 목조 예배당 건립 (아미동)
- 1925년 : 예배당 건립 (부용동)
- 1936년 : 영생유치원 설립
- 1936년 : 남부민정교회 개척
- 1950년 : 한국 전쟁 피난민 수용
- 1951년 : 신광교회, 신성교회 개척
- 1951년 : 조선신학교 임시교사로 사용
- 1959년 : 남성제일교회와 합동
- 1964년 : 동삼동교회 개척
- 1965년 : 예배당 신축
- 1970년 : 영생유치원, 놀이아유치원으로 개칭
- 1972년 : 태광교회 설립
- 1981년 : 예배당 증축
- 1989년 : 교육관 기공
- 1993년 : 항서경로학교 개설
- 1996년 : 《항아리》 창간
- 2005년 : 100주년 기념행사

## 참고자료
- “교회 연혁”. 항서교회. 2005년 4월 28일에 원본 문서에서 보존된 문서. 2008년 6월 5일에 확인함.
- “창립 100주년 맞는 부산지역 교회들 - 수안, 항서, 구포, 기장교회 기념행사 준비 다양해”. 한국기독신문. 2005년 2월 5일. 2008년 6월 5일에 확인함.